# Chiesa anglicana
Chiesa anglicana (in inglese Church of England, in latino Anglicana ecclesia) è il nome assunto dalla Chiesa d'Inghilterra dopo la separazione dalla Chiesa cattolica nel XVI secolo. Il termine latino è precedente alla Riforma e indicava genericamente la Chiesa cattolica inglese, allo stesso modo in cui la Chiesa francese era denominata Chiesa gallicana. In seguito, dopo lo scisma avvenuto durante il regno di Enrico VIII e per influsso delle dottrine protestanti provenienti dal continente europeo, la Chiesa anglicana ha assunto una particolare fisionomia dottrinale ed organizzativa (vedi anglicanesimo).
La base dottrinale della Chiesa anglicana è tuttora contenuta nei Trentanove articoli di religione e nel Book of Common Prayer (oggi Common Worship). La Chiesa anglicana è essenzialmente ecumenica, inclusiva e pluralista, mantenendo una impostazione contemporaneamente cattolica ed evangelica. Infatti, nel suo interno convivono armonicamente tendenze diverse, ed ogni comunità può fare capo ad esse ed assumere una forma di culto diversa, sebbene tutte accolgano il Common Worship. Vi sono, ad esempio, gli "anglo-cattolici", che si differenziano poco dal cattolicesimo (presentano una forma di culto molto simile alla Messa cattolica), i neo-liberali, i riformati (che si attengono al calvinismo), gli evangelicali, i pentecostali/carismatici e recentemente in Italia, i vetero-cattolici (dal 2011).
Le comunità anglicane presenti in alcune città d'Italia fanno capo alla diocesi europea con sede a Gibilterra. La Chiesa Anglicana d'Inghilterra ammonta a circa 25.000.000 di fedeli ed è la comunità più grande in seno alla comunione anglicana che complessivamente conta oltre 85.000.000 di membri. Al 2023, la Chiesa anglicana della Nigeria conta 25 milioni di battezzati ed è parimenti numerosa.
Dalla Chiesa d'Inghilterra si è separata nel 1920 la Chiesa in Galles, che ha attualmente 6 diocesi nella corrispondente nazione del Galles. Dall'11 novembre 1992 la Chiesa anglicana ha dato la possibilità alle donne di diventare sacerdoti e dal luglio 2014 di diventare vescovi. La prima donna vescovo è stata Libby Lane, vescovo di Stockport, nominata il 17 dicembre 2014 e consacrata il 26 gennaio successivo.
La Chiesa Cattolica considera non valido il sacramento dell'ordine conferito dalla Chiesa d'Inghilterra, come dalla Comunione Anglicana in generale. Pertanto, i ministri di culto anglicani che chiedano di essere ammessi al sacerdozio cattolico devono essere nuovamente ordinati. Anche il titolo di "chiesa" non viene formalmente riconosciuto alla comunità anglicana da parte della Chiesa Cattolica. Agli anglicani, il Cattolicesimo si limita a riconoscere la condizione di "confessione cristiana", o semplicemente di "comunità ecclesiale" separata da Roma..

## Elenco delle diocesi della Chiesa d'Inghilterra

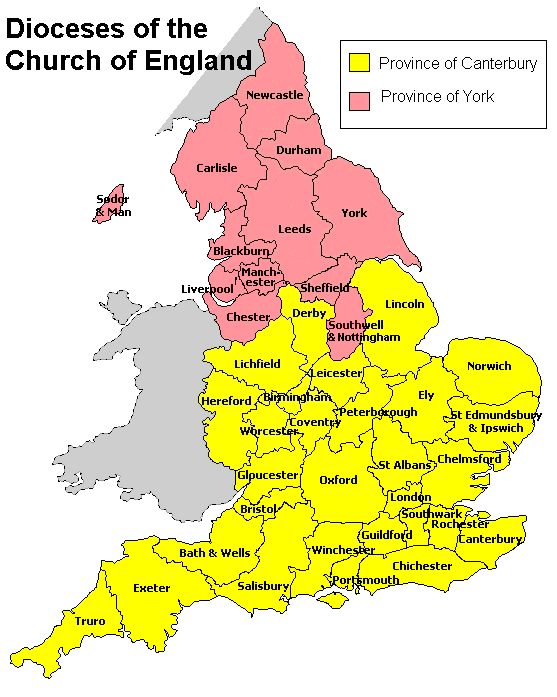
Suddivisione delle diocesi anglicane in Inghilterra e nell'Isola di Man

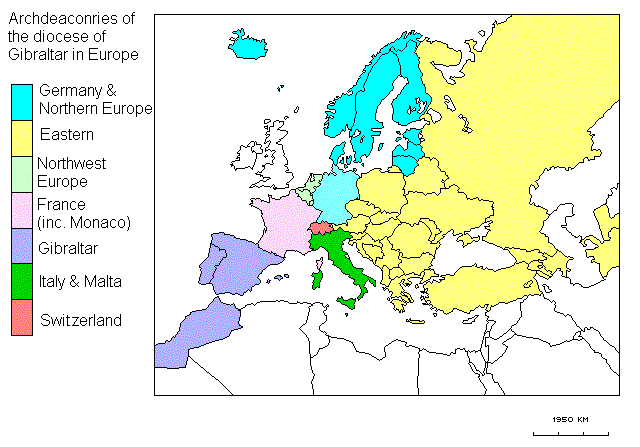
Arcidiaconie della Diocesi di Gibilterra in Europa

La Chiesa anglicana è attualmente composta dalle due province ecclesiastiche di Canterbury e York, a cui fanno capo tutte le diocesi inglesi. La sede primaziale è quella di Canterbury, il cui arcivescovo ha un primato d'onore su tutta la comunione anglicana. Le funzioni di governatore supremo della Chiesa sono svolte dal Sovrano inglese.
Il collegamento è alla città e non alla diocesi. In corsivo le diocesi con giurisdizioni al di fuori dei confini inglesi.

### Provincia ecclesiastica di Canterbury
- Diocesi di Canterbury
- Bath e Wells
- Birmingham
- Bristol
- Chelmsford
- Chichester
- Diocesi di Coventry
- Derby
- Ely
- Exeter
- Diocesi di Gibilterra in Europa
- Gloucester
- Guildford
- Hereford
- Leicester
- Lichfield
- Lincoln
- Diocesi di Londra
- Norwich
- Oxford
- Peterborough
- Portsmouth
- Rochester
- St Albans
- St Edmundsbury e Ipswich
- Diocesi di Salisbury
- Southwark
- Truro
- Diocesi di Winchester
- Diocesi di Worcester

### Provincia ecclesiastica di York
- Diocesi di York
- Blackburn
- Diocesi di Carlisle
- Chester
- Diocesi di Durham
- Leeds
- Liverpool
- Manchester
- Newcastle
- Sheffield
- Sodor e Man
- Southwell e Nottingham